# Manuel Joaquín Álvarez de Toledo
Manuel Joaquín Álvarez de Toledo Portugal y Córdoba Monroy y Ayala, (Pamplona, 6 gennaio 1641 – Barcellona, 23 dicembre 1707) è stato un politico spagnolo.
Fu primo ministro o valido in due occasioni, dal 1685 al 1689 e dal 1698 al 1699, durante il regno di Carlo II di Spagna. Ricoprì, inoltre, gli incarichi di Gentiluomo di sua Maestà, consigliere di Stato, presidente del Consiglio di Castiglia e del Supremo Consiglio d'Italia.

## Biografia
Noto anche come Manuel Joaquín Álvarez de Toledo Portugal y Pimentel, fu figlio di Duarte Fernando Álvarez de Toledo Portugal y de Ana Mónica de Zúñiga Modica y Córdoba, dal quale ereditò i titoli di VIII conte de Oropesa, VII conte di Alcaudete, conte de Belvis, VII conte di Deleitosa, V marchese di Frechilla y Villarramiel, III marchese di Villar de Grajanejos e IV marchese di Jarandilla, Grande di Spagna e del Portogallo.
Contrasse matrimonio nel 1644 con Isabel Pacheco Velasco, sorella del III conte de Puebla de Montabán, morto nel 1650; ebbe due figli: Vicente Pedro Álvarez de Toledo Portugal, suo successore come IX conte di Oropesa e Ana María Álvarez de Toledo Portugal, XI contessa di Oropesa.

### L'ascesa al potere e il primo mandato
Nelle lotte di corte che opposero Don Giovanni d'Austria, fratellastro di re Carlo II, alla regina madre, Maria Anna d'Austria, egli prese partito a favore di quest'ultima e quando vinse la fazione opposta, nel 1677, fu tenuto in disparte.
Infatti, non poté assumere nessuna carica di corte e fu bocciato allorché il consiglio dell'Aragona propose la sua nomina a Viceré ma riuscì comunque ad ottenere la fiducia della regina Maria Luisa d'Orléans e alle dimissioni del primo ministro, Juan Francisco de la Cerda, VIII Duca di Medinaceli, fu nominato Presidente del consiglio di Castiglia e valido o favorito del Re.
Durante il suo governo cercò di risanare la precaria situazione finanziaria continuando la politica di riduzione delle spese, già avviata dal predecessore, attuò una riforma monetaria e cercò di rendere più equo il fisco sopprimendo alcune esenzioni fiscali a vantaggio del clero e della nobiltà.
Tale politica, sebbene ottenesse discreti successi, fu aspramente contestata dalla fazione più vicina all'alta nobiltà del regno capeggiata dal Duca d'Arcos e dal cardinale di Toledo Luis Manuel Fernández de Portocarrero.
Quando, nel 1689, morì Maria Luisa d'Orleans e Carlo II si risposò con Maria Anna del Palatinato-Neuburg, la sua influenza a corte diminuì e nel 1691 fu costretto alle dimissioni ottenendo per compenso la presidenza del Supremo Consiglio d'Italia e la signoria di La Puebla de Montalbán.

### Il secondo mandato
Nel 1696 ritornò a corte e due anni dopo riottenne la presidenza del Consiglio di Castiglia e il titolo di valido.
Questo secondo mandato fu ancor più breve e turbolento del primo in quanto, Carlo II, l'ultimo degli Asburgo di Spagna era privo di eredi diretti ed occorreva decidere quale famiglia chiamare alla successione, gli Asburgo d'Austria o i Borbone.
Il conte di Oropesa tentò di districarsi tra le opposte fazioni suggerendo al sovrano, di concerto con la regina madre, Maria Anna d'Austria, la candidatura come erede di Giuseppe Ferdinando Leopoldo di Baviera, pronipote di Carlo II ma questi morì nel 1699.
Alla morte del Principe di Baviera, Oropesa prese le parti del candidato austriaco, l'Arciduca Carlo d'Asburgo, figlio dell'Imperatore Leopoldo e nipote dal lato materno della regina di Spagna, Maria Anna del Palatinato-Neuburg.
I suoi piani, però, fallirono e a seguito del cosiddetto Motín de los Gatos, una rivolta del pane scoppiata a Madrid nell'aprile del 1699, fu licenziato dal sovrano che al suo posto nominò il rivale, il cardinale di Toledo Luis Manuel Fernández de Portocarrero, fautore delle pretese dei Borboni e del Duca d'Angiò, Filippo.
Ritiratosi a vita privata, durante la Guerra di Successione Spagnola, sostenne ancora una volta le pretese dell'Arciduca Carlo e morì a Barcellona nel 1707.